# Po čem muži touží
Po čem muži touží je česká filmová komedie z roku 2018 režiséra Rudolfa Havlíka, který k filmu také společně s Radkou Třeštíkovou napsal scénář. V hlavních rolích se objevili Jiří Langmajer, Anna Polívková, Táňa Pauhofová a Matěj Hádek. Film měl v českých a slovenských kinech premiéru dne 20. září 2018. 
V roce 2021 bylo oznámeno, že vznikne pokračování filmu, s názvem Po čem muži touží 2. V tomto filmu se naopak žena (Anna Polívková) probudí v těle muže (Jiří Langmajer). Premiéra snímku proběhne 21. dubna 2022.

## O filmu
Příběh pojednává o šovinistickém šéfredaktorovi časopisu Playboy Karlu Královi, kterého náhle vyhodí z práce. K tomu ho naštvou bývalá manželka a dcera, neznámá žena mu nabourá auto a na jeho místo je dosazena žena. Nešťastný Karel se opije se svým kamarádem Čestmírem a vysloví přání, aby se stal ženou, protože ženy to mají ve všem jednodušší. Druhý den se probudí a zjistí, že má tělo ženy.

## Obsazení
| Jiří Langmajer     | Karel                        |
| Anna Polívková     | Karla (Karel v ženském těle) |
| Táňa Pauhofová     | Leona, nová šéfredaktorka    |
| Matěj Hádek        | Čestmír, Karlův kamarád      |
| Lenka Vlasáková    | Hedvika, Čestmírova manželka |
| Sara Sandeva       | Julie, Karlova dcera         |
| Andrea Hoffmannová | Jitka, bývalá manželka       |
| Lucie Polišenská   | Matylda                      |
| Lucie Šteflová     | Lucie                        |
| Pavla Tomicová     | vědma Zoltana                |
| Jiří Havelka       | Robert                       |
| Evelyna Steimarová | doktorka                     |
| Jiří Maryško       | Přemek                       |
| Naďa Konvalinková  | Božena                       |
| Ester Kočičková    | moderátorka                  |
| Jana Synková       | Jiřina                       |
| Martin Stránský    | muž v baru                   |

## Přijetí
Čeští filmoví kritici film hodnotili průměrně až podprůměrně:
- Mirka Spáčilová, iDNES.cz, 21. září 2018, [3]
- Věra Míšková, Právo, 21. září 2018, [4]
- Anja Verem, Červený koberec, 21. září 2018, [5]
- Jana Podskalská, Deník.cz, 22. září 2018, [6]
- Marek Čech, AV Mania, 23. září 2018, [7]
- Kristina Roháčková, Český rozhlas, 24. září 2018, [8]
- Milan Rozšafný, MovieZone, 24. září 2018, [9]

Vojtěch Rynda ve své recenzi pro Reflex film hodnotil negativně a vyčítal mu „primitivní příběh a předvídatelnost“. K filmu se kriticky vyjádřil i Martin Svoboda na webu Flowee, kde konstatoval, že film podporuje stereotypy a klišé o ženách. Podobně se o filmu vyjádřil i Kamil Fila, který o komedii napsal, že „zamrzla v minulosti, je nesnesitelně machistická a jsou v ní banální vtipy“. Tomáš Stejskal v recenzi pro Aktuálně.cz kritizoval zejména schematičnost a nerealističnost scénáře.
Diváci však film přijali veskrze pozitivně. Film v kinech několik týdnů vedl žebříček návštěvnosti kin.  Komedie jako jediná z českých filmů přesáhla v roce 2018 hranici půl milionu prodaných lístků.